# NGC 976
NGC 976 é uma galáxia espiral (Sbc) localizada na direcção da constelação de Aries. Possui uma declinação de +20° 58' 38" e uma ascensão recta de 2 horas, 33 minutos e 59,9 segundos.
A galáxia NGC 976 foi descoberta em 1877 por Ernst Wilhelm Leberecht Tempel.